# 朱智賢
朱智賢（英語：Ashley Chu Chi Yin，1986年6月24日—），香港女主持及演員，前無綫電視經理人合約藝員。

## 簡歷
朱智賢自小在屯門長大，家中有一名兄長，父親從事車行生意。她曾就讀迦密唐賓南紀念中學，2003年參加香港女子組合 Cookies 的新成員選拔比賽，並成功入圍至決賽「Neway 特選 Cookies 新鮮出爐日」，入圍最後五強（雖然如此，最後還是沒人後補）；後來到新西蘭升讀奧克蘭大學（肄業），2010年則畢業於香港科技大學（主修化學）。她曾任職空中服務員，2012年選擇報名參加《2012年度香港小姐競選》卻未能入圍初賽，遂於2013年捲土重來，成功入圍《2013年度香港小姐競選》候選20強佳麗之一，成為當年最年長的參選者之一。她最後未能晉身十強入決賽，只與其他四位佳麗獲得最具健康美態獎，落敗後便加入無綫電視，成為旗下經理人合約藝員。
朱智賢入行初期主要擔任TVB娛樂新聞台粵語主播，2016年在 J2 旅遊節目《3日2夜》裡因展示了其豐滿身材而成為話題，並獲網民熱捧；同年亦開始參與拍攝劇集，2018至2019年分別於《救妻同學會》及《白色強人》裡擔演要角而再受注目；2016年起又擔任《東張西望》主持。
2020年3月，當時身為謝東閔女友的她與有婦之夫黎振燁出軌，雖然跟無綫電視簽訂的經理人合約仍生效，但被無綫電視勒令停工，因此一度轉移至社交媒體發展。
2021年3月，她正式獲無綫電視解禁和出席有份演出劇集《愛美麗狂想曲》的宣傳活動，為其出軌一週年首個公開活動。
2022年11月，朱智賢於出席《萬千星輝賀台慶》後，感染新冠病毒。她稱自己發燒、喉嚨痛、肌肉痛、咳嗽及流鼻水。
2023年9月，朱智賢決定與無綫電視約滿後不再續約，但會繼續拍劇集《企業強人》，直至12月完成後才正式離巢。

## 感情生活
朱智賢在2016年曾被揭與中環餐廳老闆 Derak 拍拖，當時她承認已交往一段時間。後來，她於2017年被指搭上《超級巨聲》出身的謝東閔後便跟 Derak 分開，然而她和謝東閔從來沒有承認交往，但兩人經常一起出席活動，關係屬半公開。

## 事件
與黎振燁車廂出軌

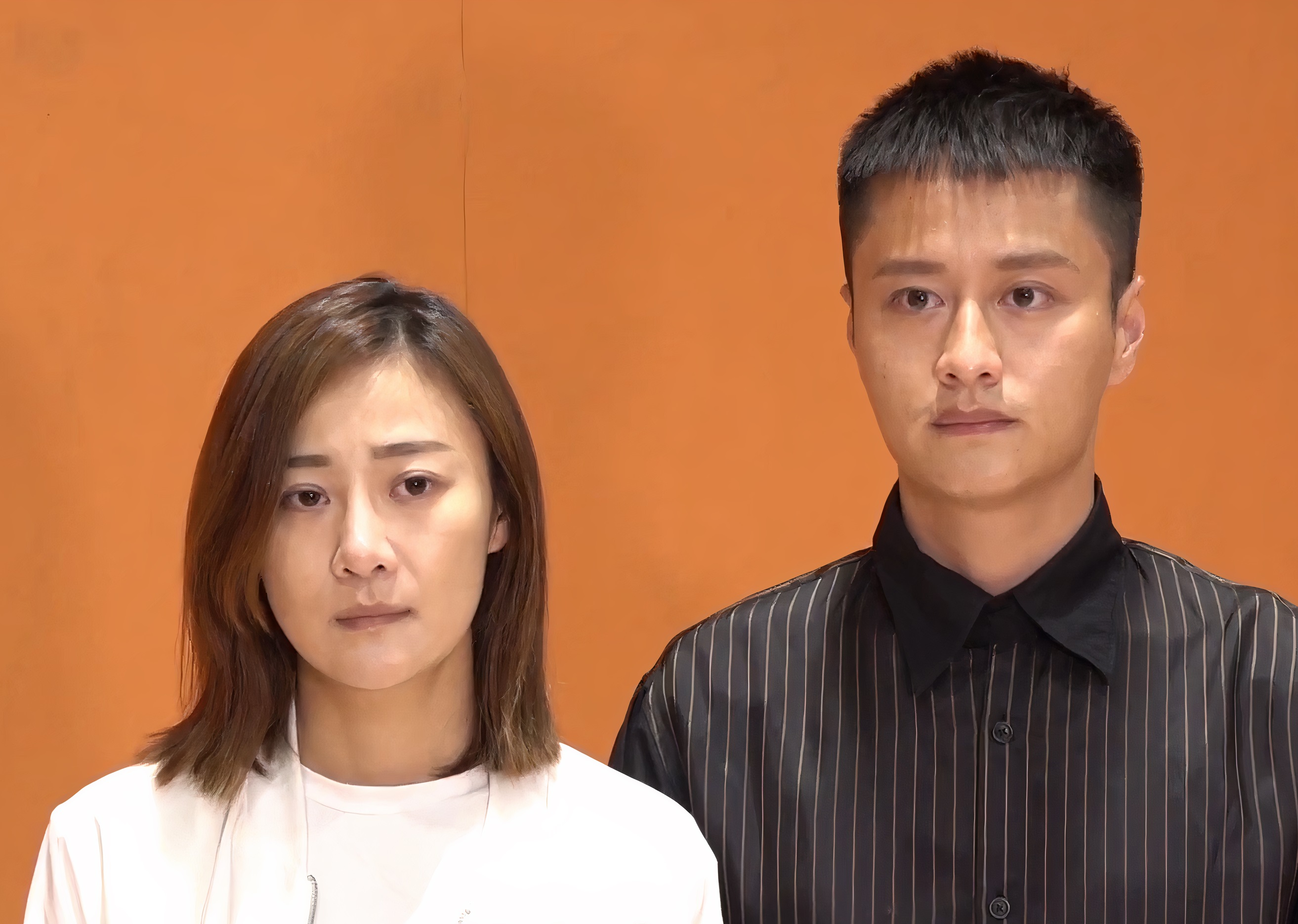
朱智賢（圖左）於將軍澳電視城舉行道歉記者會，由其男朋友謝東閔陪同

2020年3月，朱智賢被指與有婦之夫黎振燁合作拍攝劇集《食腦喪Ｂ》疑因飾演情侶而日久生情，更被揭發曾在工作期間雙雙失蹤近兩小時。同年4月27日約下午1時左右，當時黎振燁妻子已懷有8個月身孕，有傳媒發現黎振燁買了兩個蛋糕，其中一個是粉紅色心形蛋糕後，然後駕車到朱智賢位於屯門市中心的寓所，接載朱智賢到屯門附近半山邊的死胡同後舉止親暱。不久，兩人在車廂後排位置平排坐下，準備替粉紅色心形蛋糕插上蠟燭時，傳媒突然上前拍照，黎振燁回應指：「你哋唔好誤會呀，我哋 ...... 準備開工，我哋唔關事，我哋唔係一齊，大家唔好誤會」，但《食腦喪B》已於當天兩周前拍攝完畢，謊稱對劇本的黎振燁隨即駕車離開屯門半山，回到屯門市中心先放下朱智賢，再衝紅燈駛往將軍澳電視城，而朱智賢則在其寓所停車場回應指：「如果喺嗰度食蛋糕 ...... 如果唔喺嗰度食蛋糕，就唔會俾你哋影到」。事件曝光後，朱智賢立刻將其社交網站轉為私人帳號且不作回應。
同年4月29日約4點45分，朱智賢和緋聞男友謝東閔於將軍澳電視城舉行記者會，但不設記者提問環節。首先謝東閔拖著朱智賢指：「我會陪你走過呢一關！可能係一時間有啲迷失，我自己都有少少責任，可能我成日掛住工作，疏忽咗佢」、「我希望大家可以畀機會佢反思下，將來繼續畀心機工作」。之後朱智賢道歉：「首先我要講嘅係，對唔住，令大家失望對唔住，我知自己做錯，對唔住錫我嘅人，對唔住畀機會我嘅人，辜負咗你哋，辜負咗公司，我想同呢件事受傷害嘅人講聲對唔住，真心對唔住」，以及被記者問到「有否向黎太道歉」時，朱智賢不發一言，由謝東閔護航下離開。
同年4月30日早上，黎振燁攜同妻子於黃大仙上邨寓所樓下接受傳媒訪問，承認跟朱智賢只交往幾個星期，並表示一向不喜歡特別聯絡女同事，以及向傳媒公開懺悔。惟謝東閔在同日深夜透過社交網站發文，點名批評「點解一個人用完謊言巧語之後還可以出來講大話 #黎振燁」。

## 演出作品

### 電視劇（無綫電視）
| 首播   | 劇名              | 角色            |
| 2015年 | 陪著你走          | 女影迷          |
| 2015年 | 四個女仔三個Bar   | 婚紗店職員      |
| 2016年 | 愛情食物鏈        | Alice           |
| 2016年 | 一屋老友記        | 財經主播        |
| 2016年 | 愛·回家之八時入席 | 瑤 姐           |
| 2017年 | 與諜同謀          | Gigi            |
| 2017年 | 我瞞結婚了        | 新 娘           |
| 2017年 | 誇世代            | 羅思思          |
| 2017年 | 溏心風暴3         | Carrie          |
| 2018年 | 救妻同學會        | 唐美蘭（Milan） |
| 2019年 | 白色強人          | 康 橋（Eugene） |
| 2020年 | 踩過界II          | 趙家希          |
| 2021年 | 愛美麗狂想曲      | 文 靖（Mandy）  |
| 2022年 | 食腦喪Ｂ          | 余晨曦          |
| 2023年 | 黃金萬両          | 霍小玉          |
| 2023年 | 破毒強人          | 沈淑賢          |
| 2024年 | 企業強人          | 丁寧            |

### 電影
| 首映   | 電影名   | 角色              |
| 2015年 | 衝上雲霄 | Alice（地勤人員） |

### 主持及演出節目（無綫電視）
| 首播          | 節目名                           | 備註 |
| 2014 - 2018年 | TVB娛樂新聞報道                  | 主播之一 |
| 2014年        | 3日2夜（第一輯）                 | 第7、8、29、30、43、44、57 - 60 （與梁彥宗合作）、77、78集                                                                                           |
| 2015年        | 民峰而至                         | 與蘇民峰、劉溫馨、李佳芯、鄧佩儀、張曦雯、林伊麗、何艷娟及黃欣合作                                                                                   |
| 2015年        | TVB 馬來西亞星光薈萃頒獎典禮2015 | 與黎芷珊、林盛斌及周奕瑋合作 |
| 2016 - 2020年 | 東張西望                         | 與宋熙年、朱凱婷、陳庭欣、郭嘉文、李曉東、林溥來、陳貝兒、李潤庭及區永權合作                                                                         |
| 2016年        | 玩盡澳門無限式                   | 與陳偉琪、陳芷尤及劉溫馨合作 |
| 2016年        | TVB 最受歡迎廣告頒獎典禮         | 與黃心穎、麥美恩、陸浩明及區永權合作 |
| 2016年        | 3日2夜（第一輯）                 | 第89、90集 |
| 2016年        | TVB 馬來西亞星光薈萃頒獎典禮2016 | 與鄭裕玲、周奕瑋及農夫合作 |
| 2016年        | 天與地                           | 與陳婉衡及麥美恩合作 |
| 2017年        | 觸得到的故宮                     | 與陳貝兒、陳智燊及李潤庭合作 |
| 2017年        | 雞年唱旺報新春                   | 與汪明荃、鄧梓峰、陳貝兒、吳家樂、崔建邦、馮盈盈及丁子朗合作                                                                                         |
| 2017年        | 玩轉香港日與夜                   | 第4集（與周奕瑋、張惠雅及王歌慧合作） |
| 2017年        | 玩轉香港日與夜                   | 第11集（與周奕瑋及朱凱婷合作） |
| 2017年        | 我們的驕傲                       | 與陳庭欣及敖嘉年合作 |
| 2017年        | 3日2夜（第一輯）                 | 第127、128集 |
| 2018年        | 食得好健康                       | 與麥美恩、馮盈盈、袁文傑及鄧智堅合作 |
| 2019年        | 行行惜環境                       | 與陸浩明合作 |
| 2019年        | 3日2夜（第三輯）                 | 第21 - 24集（與鄺潔楹合作） |
| 2021年        | 2020東京奧運開幕典禮 全情READY！ | 與鄭裕玲、陳貝兒、陸浩明、余德丞、鍾志光、鍾伯光及鄭景亮合作                                                                                         |
| 2021年        | 2020東京奧運                     | J2 主持之一 |
| 2022至2023年  | 流行都市                         | 主持（與安德尊、胡諾言、焦浩軒、吳天佑、譚永浩、宋芝齡、劉彩玉、姚嘉妮、張美妮、彭慧中、謝芷倫、張美妮、陳詩欣、蔡嘉欣、黃嘉雯、林秀怡及林凱恩合作） |
| 2023年        | 獎門人Happy Summer感謝祭         | 嘉賓 |
| 2023年        | 獎門人開心Party感謝祭            | 嘉賓 |

### 音樂錄像
- 2016年：Supper Moment《風箏》

### 歌曲
- 2016年：Amazing Summer 主題曲 《乘風》  （页面存档备份，存于）

### 其他
- 2016年：無綫電視短片《平安夜》（飾演女警）

### 廣告
| 年份   | 產品                                                                             |
| 2017年 | Carousell「旋轉拍賣」                                                            |
| 2017年 | Carousell「旋轉拍賣 - 30秒即影即賣」                                             |
| 2017年 | Carousell「旋轉拍賣 - 手機 App」                                                 |
| 2017年 | myTV SUPER「beIN SPORTS 頻道」                                                   |
| 2017年 | 中原電器（平面廣告）                                                             |
| 2017年 | bossini「冬季羽絨系列」                                                          |
| 2019年 | Vegie「青汁果昔、巴西莓果昔、超級抹茶果昔、HMB 機能瘦身果昔 - Shake 出女神身段」 |

## 派台歌曲成績
| 派台歌曲成績（四台） | 派台歌曲成績（四台） | 派台歌曲成績（四台） | 派台歌曲成績（四台） | 派台歌曲成績（四台） | 派台歌曲成績（四台） | 派台歌曲成績（四台）                            | 派台歌曲成績（四台）                                                              |      |
| -------------------- | -------------------- | -------------------- | -------------------- | -------------------- | -------------------- | ----------------------------------------------- | --------------------------------------------------------------------------------- | ---- |
| 唱片                 | 歌曲                 | 903                  | RTHK                 | 997                  | TVB                  | 備註                                            | 備註                                                                              |      |
| 2016年               |                      |                      |                      |                      |                      |                                                 |                                                                                   |      |
|                      | 乘風                 | ×                    | ×                    | ×                    | 2                    | 《TVB Amazing Summer 2016》主題曲 與TVB群星合唱 | 《TVB Amazing Summer 2016》主題曲 與TVB群星合唱                                   |      |
| 派台歌曲成績（五台） |                      |                      |                      |                      |                      |                                                 |                                                                                   |      |
| 唱片                 | 歌曲                 | 903                  | RTHK                 | 997                  | TVB                  | ViuTV                                           | 備註                                                                              | 備註 |
| 2023年               |                      |                      |                      |                      |                      |                                                 |                                                                                   |      |
|                      | 黃金萬両             | ×                    | ×                    | 14                   | -                    | ×                                               | 無綫電視劇《黃金萬両》主題曲 與薛家燕、曹永廉、麥美恩、黃子恆、馬貫東、江嘉敏合唱 |      |

| 各台冠軍歌總數 | 各台冠軍歌總數 | 各台冠軍歌總數 | 各台冠軍歌總數 | 各台冠軍歌總數 | 各台冠軍歌總數    | 各台冠軍歌總數    |
| -------------- | -------------- | -------------- | -------------- | -------------- | ----------------- | ----------------- |
| 四台a          | 903            | RTHK           | 997            | TVB            | 備註              | 備註              |
| 四台a          | 0              | 0              | 0              | 0              | 四台冠軍歌總數：0 | 四台冠軍歌總數：0 |
| 五台b          | 903            | RTHK           | 997            | TVB            | ViuTV             | 備註              |
| 五台b          | 0              | 0              | 0              | 0              | 0                 | 五台冠軍歌總數：0 |

- （*）上榜中
- （-）未能上榜
- （×）沒有派往該台
- ^  注解a：包括2023年後的冠軍歌曲
- ^  注解b：2023年起派往該台

## 曾獲獎項與提名
| 年份   | 獎項                                                                                                 | 結果 |
| 2013年 | 2013年度香港小姐競選「最具健康美態獎」                                                               | 獲獎 |
| 2017年 | TVB 馬來西亞星光薈萃頒獎典禮2017「最喜愛 TVB 節目主持」 （與陳婉衡、麥美恩、梁彥宗、黃德斌及謝東閔） | 提名 |
| 2018年 | 2018香港電視大獎「女主角獎（劇集）」                                                                 | 提名 |
| 2018年 | 2018香港電視大獎「節目主持人獎」（页面存档备份，存于）                                               | 提名 |
| 2019年 | 萬千星輝頒獎典禮2019「最佳女配角」                                                                   | 提名 |

## 外部連結
- 朱智賢的新浪微博
- 朱智賢 Ashley Chu的Facebook專頁
- 朱智賢的Instagram帳戶
- Ashley Ellabel（页面存档备份，存于）
- 2013年度香港小姐競選 - 朱智賢 Ashley Chu - 佳麗檔案 tvb.com